# Les nuits d’été
Les nuits d’été (zu dt. Sommernächte) op. 7 ist eine Sammlung von Kunstliedern von Hector Berlioz auf Gedichte von Théophile Gautier, die durch ihre kompositorische Verarbeitung eine deutliche Nähe zum Liederzyklus einnehmen. Eine singbare Übersetzung in deutscher Sprache besorgte Peter Cornelius. Berlioz widmete das Werk der französischen Komponistin Louise Bertin.

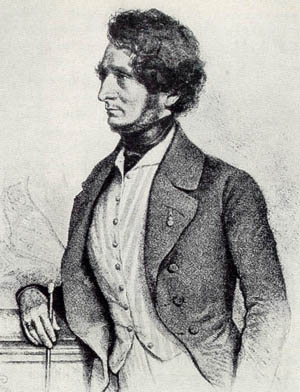
Hector Berlioz, Lithographie von August Prinzhofer

## Texte

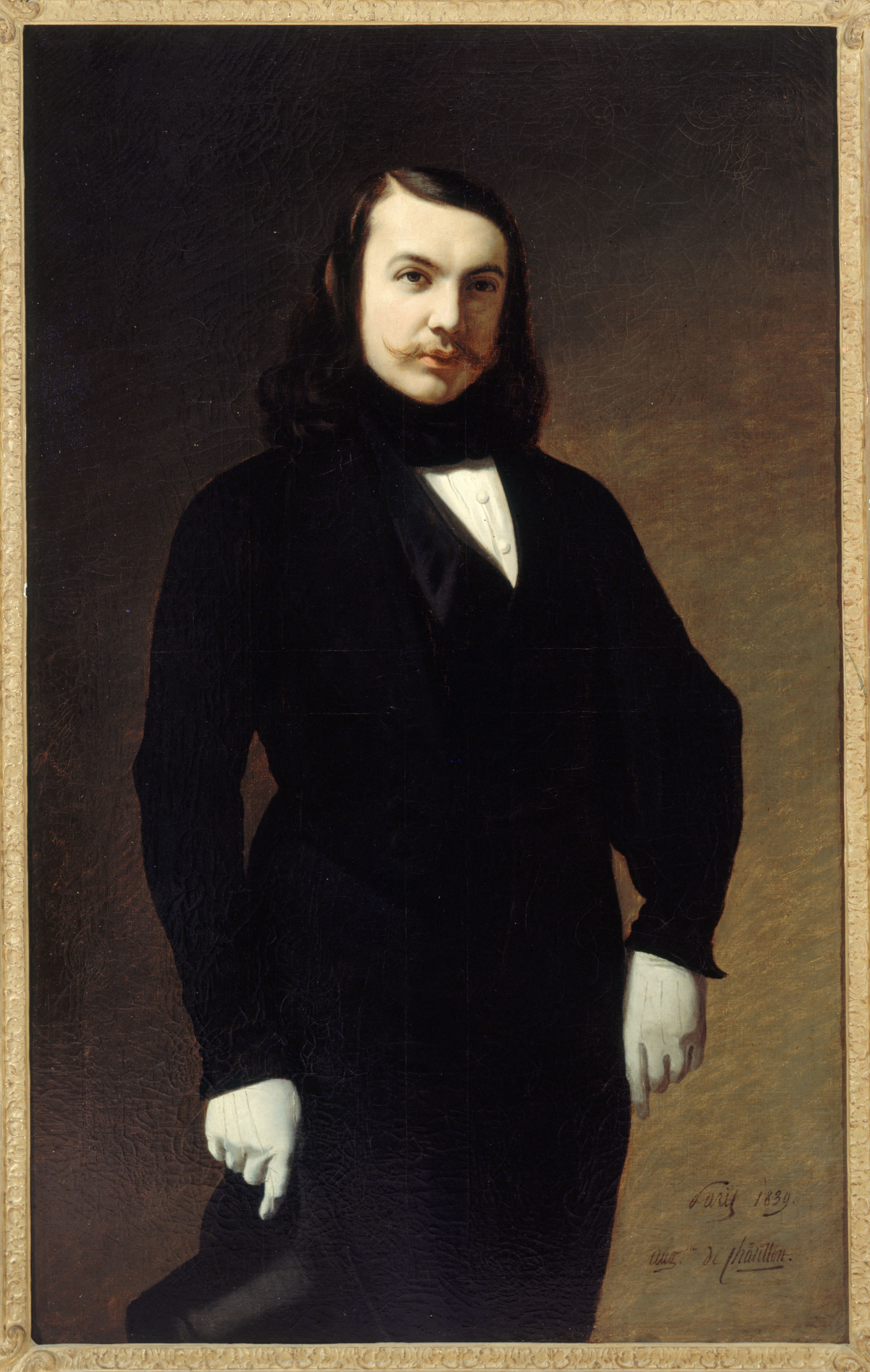
Porträt von Théophile Gautier 1839, Auguste de Chatillon

Théophile Gautier schrieb die Texte der Nuits d’été nicht als zusammenhängendes, in sich geschlossenes Werk, wie es zum Beispiel bei Schuberts Winterreise von Wilhelm Müller der Fall gewesen war. Die Texte entstammen Gautiers 1838 erschienenen Gedichtsammlung La Comédie de la mort (Die Komödie des Todes). Sie erschien als Gedichtband von 56 Gedichten, die Gautier in zwei Teile geteilt hatte. Diese wurden 1838 erstmals veröffentlicht und enthielten:
1. (Nr. 55) Villanelle rythmique
2. (Nr. 27) Le spectre de la rose
3. (Nr. 28) Lamento: La chanson du pêcheur
4. (Nr. 37) Absence (die letzten 5 Strophen wurden gestrichen)
5. (Nr. 43) Au cimetière (Lamento)
6. (Nr. 44) L'île inconnue (barcarolle).

Gautier und Berlioz waren sowohl Nachbarn als auch Freunde. Es ist möglich, dass Berlioz die Texte bereits vor ihrer Veröffentlichung zu Gesicht bekam und seine Favoriten daraus für eine Vertonung auswählte.
Thematisch geht es in den romantischen Gedichten um die Liebe, vom fröhlich-verspielten Beginn und ihrer schwärmerisch-leidenschaftlichen Intimität über den Tod der Geliebten, die darauf folgende lang anhaltende Trauer bis hin zur Bereitschaft, sich auf eine neue Liebe einzulassen.
Neben den geschilderten Gefühlen werden Landschaftsbeschreibungen genutzt, sowohl als Hintergrund für das Denken und Fühlen des lyrischen Ichs wie auch als Metapher für die jeweilige Stimmung des Augenblicks, die sich im Äußeren widerspiegelt. In der Villanelle rythmique wird der morgendlich frische Wald als idyllischer Ort für ein Stelldichein beschrieben, Lamento: La Chanson du pêcheur (Lamento: Der Gesang des Fischers) wählt als Schauplatz für seine Verzweiflung über den Tod der Geliebten das nächtliche Meer unter dunklem Himmel, die Absence bedient sich der Landschaft, die man auf einer langen Reise zu Pferd zu Gesicht bekommen mochte und deren Weg kein Ende zu nehmen scheint, im Lamento wird die spukhafte Atmosphäre des nächtlichen Friedhofes eingefangen, auf dem die einstmals Geliebte als Geist umher geht, und in der Barcarolle dient wieder das Meer als Folie für die Empfindungen des lyrischen Ichs, diesmal allerdings als ein Ausgangspunkt für die Freiheit, mit der angesprochenen Schönen in alle möglichen Länder und Richtungen zu fahren – bis auf das Land der ewigen Liebe, das niemand kenne.
Einen Sonderfall stellt Le spectre de la rose (Der Geist der Rose) dar, das als einziges Gedicht auf eine Umgebungsbeschreibung verzichtet und gleichzeitig darauf hinweist, dass die Angesprochene schlafen oder sich in einem Traum befinden könnte. Das lyrische Ich beschreibt sich als den glücklich verliebten Geist der Rose, die sie den gesamten Ballabend am Kleid getragen hat. Damit stellt das Gedicht genau wie Lamento (Berlioz: Au cimetière) die Realität und deren Gesetze an sich in Frage, die in den übrigen Texten nie in Zweifel gezogen werden. Im Lamento benutzt Gautier mit Geister- und Spukerscheinungen, Melancholie, Todessehnsucht und Nachtszenen außerdem deutliche Elemente der zeitgenössischen Schwarzen Romantik, die jedoch nicht für sämtliche der ausgesuchten Gedichte gelten können.
Lediglich im ersten, zweiten und letzten von Berlioz gewählten Gedicht ist ein Gegenüber für das lyrische Ich vorhanden, in den restlichen Texten ist es allein. Eine theologische Wendung kommt dabei nicht vor, das trauernde Ich ist auf sich selbst und seine eigenen Gefühle zurückgeworfen und erhält keine weitere Unterstützung von außen durch Freunde, Familie, Bekannte oder unbekannte Personen, die beschriebene Landschaft spendet keinen Trost. Die übernatürliche Gestalt, der das lyrische Ich im Lamento begegnet, bringt es eher dazu, sich an die eigene Sterblichkeit zu erinnern und dadurch die quälende Erinnerung an die Geliebte loszulassen.
Nimmt man die Gedichtsammlung als Zyklus wahr, ist das Ende offen, die in der Barcarolle (Barkarole) adressierte junge Schöne gibt dem Schiffer keine Antwort, ob sie tatsächlich auf seine Reise mit kommt. Ein Positives wie Negatives bestätigendes Schlussgedicht hat Berlioz nicht dazu gesellt.

## Entstehung
Vorausgegangene Veröffentlichungen Gautiers enthielten lediglich einzelne Gedichte, die Zusammenstellung als Gruppe nahm Berlioz eigenhändig vor. Die Villanelle wurde 1837 bereits von Xavier Bosselot unter dem Titel Villanella vertont. In der Zeitschrift Don Quichotte erschien Le spectre de la rose am 7. Mai 1837 als allein stehendes Gedicht. Hippolyte Monpou schrieb, ebenfalls 1837, eine Komposition über Lamento: Chanson du pêcheur, das er in Sur la mer umbenannte. Auch Allyre Bureau ließ sich von einem Gautierschen Vers inspirieren und formte die Barcarolle in ein Lied um, das den Titel Mirage erhielt und 1835 in Rameau d'or erschien.
Berlioz schließlich suchte sich diejenigen Gedichte Gautiers aus der 1838 gedruckten Sammlung heraus, die ihm für eine Vertonung am passendsten erschienen, und versah sie mit dem Titel Les nuits d’été, der eine Anspielung auf Shakespeares Ein Sommernachtstraum gewesen sein mochte. Auch Alfred Mussets Les nuits oder Donizettis Nuits d'été à Pausilippe könnten Inspirationsvorbilder gewesen sein. Über den genauen Auswahl- und Entstehungsprozess findet sich weder etwas in Berlioz’ Memoiren noch in seinen Briefen. Allerdings fällt das Ende seiner ersten Ehe mit der Schauspielerin Harriet Smithson und der Beginn seiner Liaison mit seiner späteren zweiten Ehefrau Marie Recio in dieselbe Zeit.
Berlioz gruppierte die Reihenfolge der Stücke um. Dabei wurden auch die Titel der Gedichte verändert: Die Villanelle rythmique verkürzte Berlioz zur Villanelle, Lamento: Chanson du pêcheur wurde zu Sur les lagunes: Lamento, das ursprünglich als Lamento betitelte Gedicht änderte Berlioz zu Au cimetière ab, und die Barcarolle wurde zu L’île inconnue. Außerdem gruppierte er die Reihenfolge der Stücke um.
| Nummer | ursprüngliche Reihenfolge | endgültige Reihenfolge |
| ------ | ------------------------- | ---------------------- |
| 1      | Villanelle                | Villanelle             |
| 2      | Absence                   | Le spectre de la rose  |
| 3      | Le spectre de la rose     | Sur les lagunes        |
| 4      | L’île inconnue            | Absence                |
| 5      | Sur les lagunes           | Au cimetière           |
| 6      | Au cimetière              | L’île inconnue         |

Die Komposition erstreckte sich über den Zeitraum mehrerer Jahre, von 1834 bis 1840. September 1841 wurden die Werke erstmals in der Klavierfassung publiziert. 1843 orchestrierte Berlioz die Absence, 1856 folgten die übrigen Lieder. 1851 fasste Berlioz sie als sein Opus 7 zusammen. Der amerikanische Musikwissenschaftler Dallas Kern Holoman bezifferte sie in seinem Katalog als Nr. H81.

## Musik
Villanelle
Ein leichtes Sommerlied, das in durchlaufenden Achtel-Akkorden komplett im Staccato verfasst ist. Der treibende, frische, aber in der Dynamik stets leise Rhythmus wird das ganze Strophenlied durchgehalten. Darüber liegt die Melodie der Gesangsstimme, die nur wenige Variationen bei den unterschiedlichen Strophen aufweist und in ihrer Art an ein schlichtes Volkslied erinnert.
Le spectre de la rose
Das bekannteste Lied der Sammlung, ein ebenso poetisches wie schwärmerisches Liebesgeständnis, bricht die Strophenform des ursprünglichen Gedichtes auf zugunsten einer durchkomponierten Version. In der Orchesterfassung ist dies das einzige Lied, das eine Harfe benötigt.
Sur les Lagunes (Lamento)
Der Gesang des Fischers beschreibt eine einsame nächtliche Meerfahrt und benutzt dafür zahlreiche Metaphern des Schmerzes und der Dunkelheit. Musikalisch wird dies durch eine tiefe Tessitur und einen stetigen 6/8-Rhythmus umgesetzt, der nur in den Ausrufen "Ah! Sans amour, s'en aller sur la mer" ("Ah! Ohne Liebe auf das Meer hinaus zu fahren!") unterbrochen wird. Die Molltonart wird erst am Schluss geändert, als die Erkenntnis des Verlustes deutlich ausformuliert wird. Danach fällt das Lied wieder in seinen ursprünglichen Rhythmus zurück.
Absence
Die Absence besitzt einen Rondo-artigen Aufbau. Kern des Liedes ist der dreimal unverändert wiederholte Refrain
Reviens, reviens, ma bien-aimée!
Comme une fleur loin du soleil
la fleur de ma vie est fanée,
loin de ton sourire vermeil.
Damit stellt die Musik einen erheblichen Eingriff in das ursprüngliche Gedicht dar, indem eine Strophe zum Refrain erhoben wird, während fünf weitere aus der Vorlage gestrichen wurden. Zwischen den sehnsüchtigen Ausrufen im Piano, die Geliebte möge wiederkehren, finden sich emotionale und äußere Zustandsbeschreibungen des lyrischen Ichs, die musikalisch durch eine immer höhere Tonlage in der Singstimme und lautere Dynamik gesteigert werden. Diese sich stetig aufbauenden Ausbrüche der Verzweiflung werden von dem Refrain unterbrochen und gleichzeitig an ihren Ursprungsort, das unlösbare Problem der abwesenden Geliebten, zurückgestellt.
Au cimetière
Die Spukszene auf dem Friedhof setzt Berlioz mit eigentümlichen musikalischen Mitteln um. Der zu Anfang gesetzte 3/4-Takt, dessen Betonung traditionell auf der ersten Zählzeit stattfindet, wird von Berlioz mit unterschiedlichen Synkopen in der Singstimme außer Kraft gesetzt. Die Singstimme wird zu Beginn hoch und im Piano eingesetzt, im Klavierauszug der Orchesterfassung findet sich sogar der Hinweis à un quart de voix, es soll also zu Beginn nicht nur mit halber Stimme im Mezza-voce, sondern mit dem Viertel derselben gesungen werden. Dazu gibt die Begleitung einen in regelmäßigen Vierteln fortschreitenden harmonischen Untergrund. Die Stimme imitiert damit den klagenden Gesang der im Text beschriebenen Taube, die auf der Spitze der Eibe im Friedhof Platz genommen hat und eine zärtlich-krankhafte Weise von sich gibt, der man sich nicht entziehen kann. Interessant wird im weiteren Verlauf des Liedes Berlioz’ Benutzung von Dissonanzen, um die geisterhafte Erscheinung zu charakterisieren.
L'île inconnue
Ein Zwiegespräch zwischen einem Seefahrer und einer jungen Schönheit findet statt, in dem der Seefahrer sein Schiff anpreist und gleichzeitig seine Einladung zur Fahrt ausspricht, wohin auch immer sie es wolle. Sie fragt nach dem Land, in dem die Liebe ewig wohnt, er erwidert, dass es dieses Land nicht gebe, und wiederholt seine Einladung. Auch dieses Lied ist durchkomponiert und folgt musikalisch illustrierend dem Inhalt des Gespräches. Die Begleitung ist dabei – im Gegensatz zum Stillstand des vorigen Stückes – unablässig in Bewegung. Auch der Kontrast zu Sur les Lagunes fällt auf, in dem ebenfalls das Meer geschildert wird, allerdings in einer vollkommen anderen Stimmung. Hier enthält die Begleitung ein deutlich schnelleres Tempo, eine Vielfalt an Melodien und auch rhythmische Varianz.
Orchestrierung

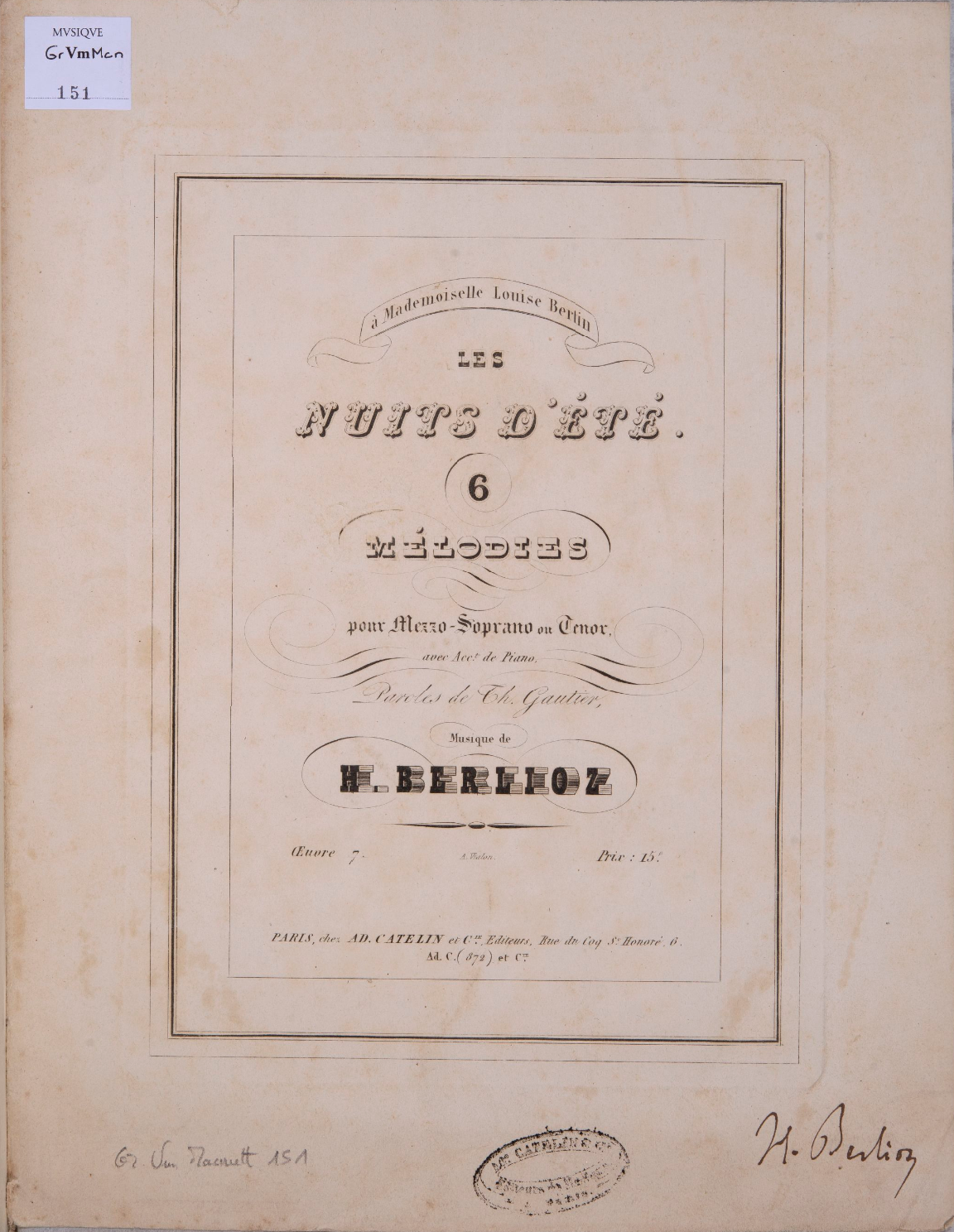
Titelblatt der Erstausgabe der Nuits d’été von 1841

Nach Berlioz’ Standard ist die Orchestrierung mit einem Kammerorchester eher bescheiden gehalten. Es gibt kein Schlagzeug, und die Besetzung beschränkt sich auf Streicher, zwei Flöten, zwei Klarinetten, zwei Fagotte, eine Oboe, drei Hörner sowie eine Harfe. Orchester- und Klavierfassung unterscheiden sich in einigen Details, z. B. wird in Le spectre de la rose das erste Thema bereits komplett vom Orchester präsentiert, bevor die Stimme einsetzt, während in der Klavierfassung die Einleitung wesentlich kürzer gehalten ist.

## Aufführungspraxis
Zu Lebzeiten des Komponisten wurde die Liedsammlung niemals als Ganzes, sondern lediglich in Teilen aufgeführt. Die Widmung der Klavierfassung gehörte einer einzigen Dame, Louise Bertin, die Tochter des Verlegers Louis-François Bertin des Älteren war, diverse Opern komponierte und Gedichte verfasste. Berlioz hatte mehrfach für sein Journal des debats Artikel geschrieben. Die orchestrierte Fassung besitzt für jedes einzelne Lied einen anderen Widmungsträger. Es waren Sänger, die Berlioz’ Lieder auf seiner Deutschlandreise (1843) zur Uraufführung brachten. Deshalb existieren auch verschiedene autorisierte Transpositionen derselben Melodien. Zeitgenössische Aufführungen werden meist von einer einzigen Stimme gesungen, zumeist Mezzosopran oder Sopran. Seltener ist die Aufführung mit einem Tenor oder die Aufteilung der Sammlung auf verschiedene Sänger. Pierre Bernac war der Ansicht, dass die Absence am besten zu einem warmen lyrischen Sopran passen würde, zu anderen Liedern machte er keine Bemerkungen über das Stimmfach.
Allgemein wird in Aufnahmen und Konzerten die Orchesterfassung vor der Klavierfassung bevorzugt. Die Aufführungsdauer beträgt etwa eine halbe Stunde.
Marie Recio führte die Absence als erstes Lied in orchestrierter Fassung 1843 bei einem Konzert in Leipzig auf. Nach der Orchestrierung und Uraufführung in Deutschland geriet das Werk auf den Konzertbühnen in Vergessenheit und wurde erst im 20. Jahrhundert wiederentdeckt. Les nuits d'été gehört heute zu den bekanntesten Werken des klassischen Liedgesangs.

## Aufnahmen
- Janet Baker
- Régine Crespin